# رود برمهو
 رود برمهو رودخانه‌ای است در قاره آمریکای جنوبی که به پاراگوئه می‌ریزد. این رود در مسیر خود از کشور آرژانتین نیز می‌گذرد.